# Comuna Reci, Covasna
Reci (în maghiară Réty) este o comună în județul Covasna, Transilvania, România, formată din satele Aninoasa, Bita, Reci (reședința) și Saciova.

## Demografie
Componența etnică a comunei Reci
     Maghiari (94,07%)
     Români (2,7%)
     Alte etnii (0,27%)
     Necunoscută (2,97%)
Componența confesională a comunei Reci
     Reformați (84,02%)
     Romano-catolici (7,88%)
     Ortodocși (2,79%)
     Alte religii (2,12%)
     Necunoscută (3,19%)
Conform recensământului efectuat în 2021, populația comunei Reci se ridică la 2.259 de locuitori, în scădere față de recensământul anterior din 2011, când fuseseră înregistrați 2.304 locuitori. Majoritatea locuitorilor sunt maghiari (94,07%), cu o minoritate de români (2,7%), iar pentru 2,97% nu se cunoaște apartenența etnică. Din punct de vedere confesional, majoritatea locuitorilor sunt reformați (84,02%), cu minorități de romano-catolici (7,88%) și ortodocși (2,79%), iar pentru 3,19% nu se cunoaște apartenența confesională.

## Politică și administrație
Comuna Reci este administrată de un primar și un consiliu local compus din 11 consilieri. Primarul, Lehel-Lajos Dombora[*], de la Uniunea Democrată Maghiară din România, este în funcție din 2016. Începând cu alegerile locale din 2024, consiliul local are următoarea componență pe partide politice:
|  | Partid                                 | Consilieri | Componența Consiliului | Componența Consiliului | Componența Consiliului | Componența Consiliului | Componența Consiliului | Componența Consiliului | Componența Consiliului | Componența Consiliului | Componența Consiliului | Componența Consiliului | Componența Consiliului |
|  | -------------------------------------- | ---------- | ---------------------- | ---------------------- | ---------------------- | ---------------------- | ---------------------- | ---------------------- | ---------------------- | ---------------------- | ---------------------- | ---------------------- | ---------------------- |
|  | Uniunea Democrată Maghiară din România | 11         |                        |                        |                        |                        |                        |                        |                        |                        |                        |                        |                        |

## Obiective turistice
- Biserica reformată din Reci
- Mestecănișul de la Reci (sit de importanță comunitară inclus în rețeaua europeană Natura 2000 în România)
- Lacul Reci

## Imagini

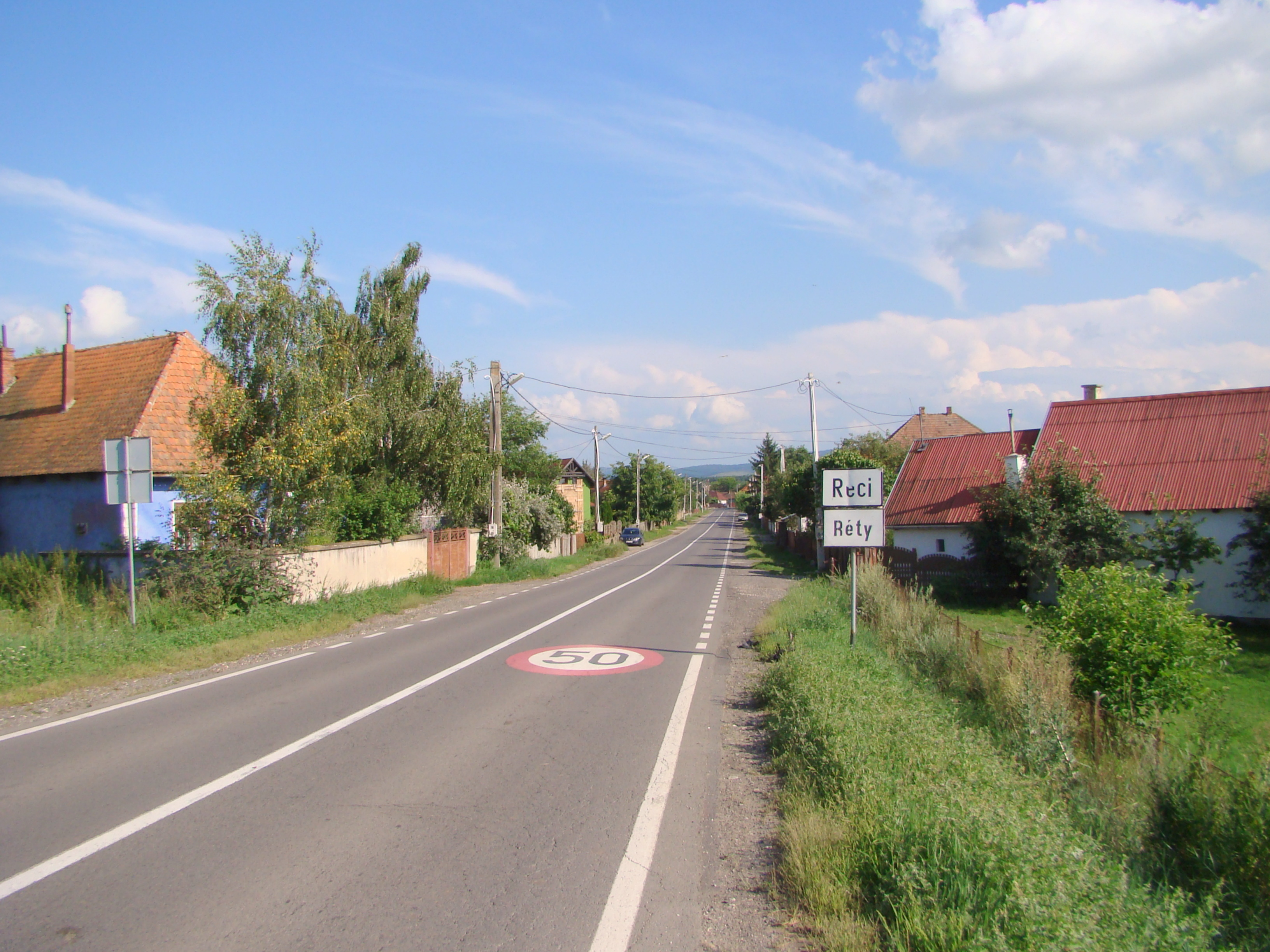
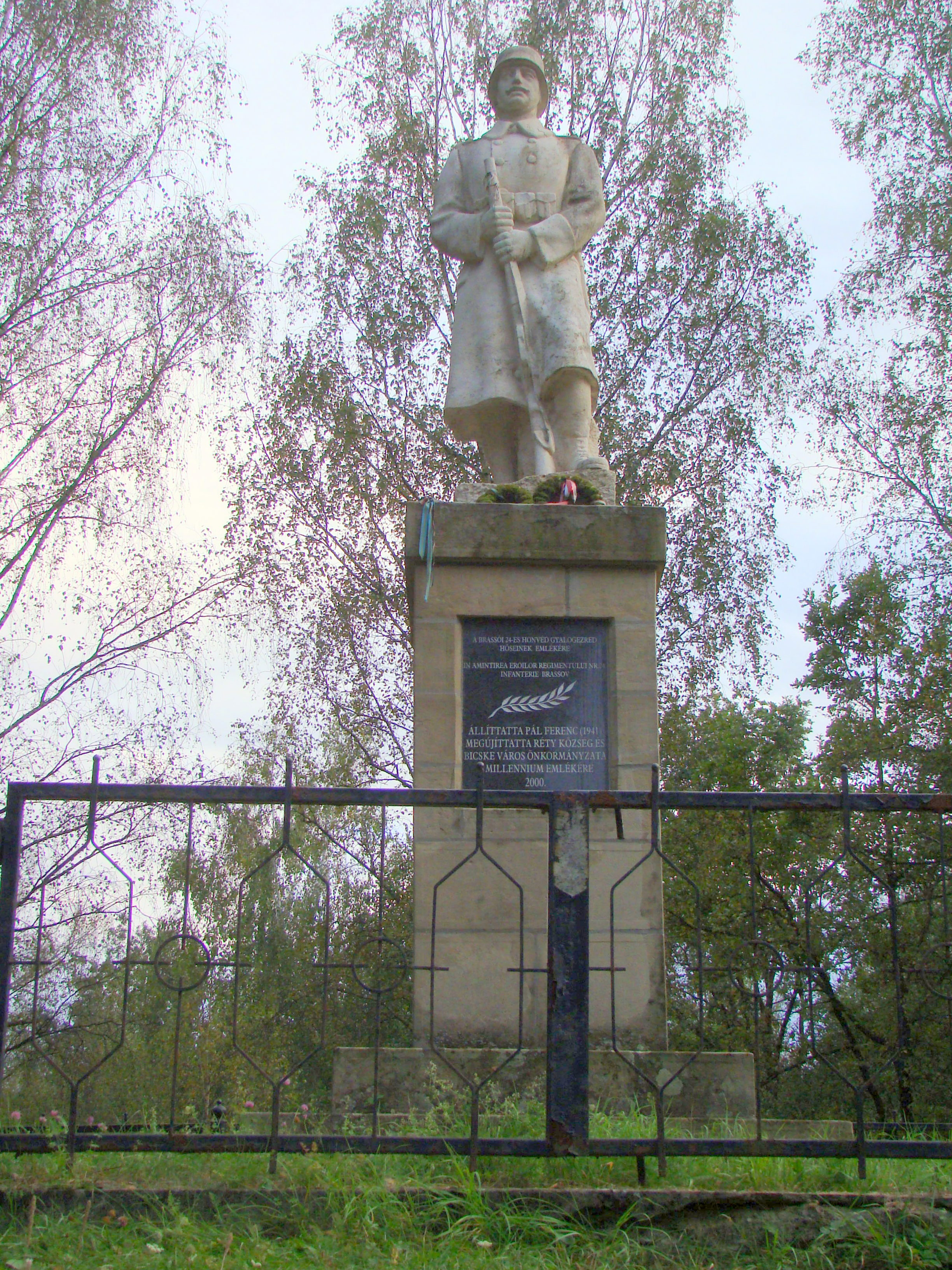
Monumentul ridicat în memoria eroilor Regimentului 24 infanterie Braşov
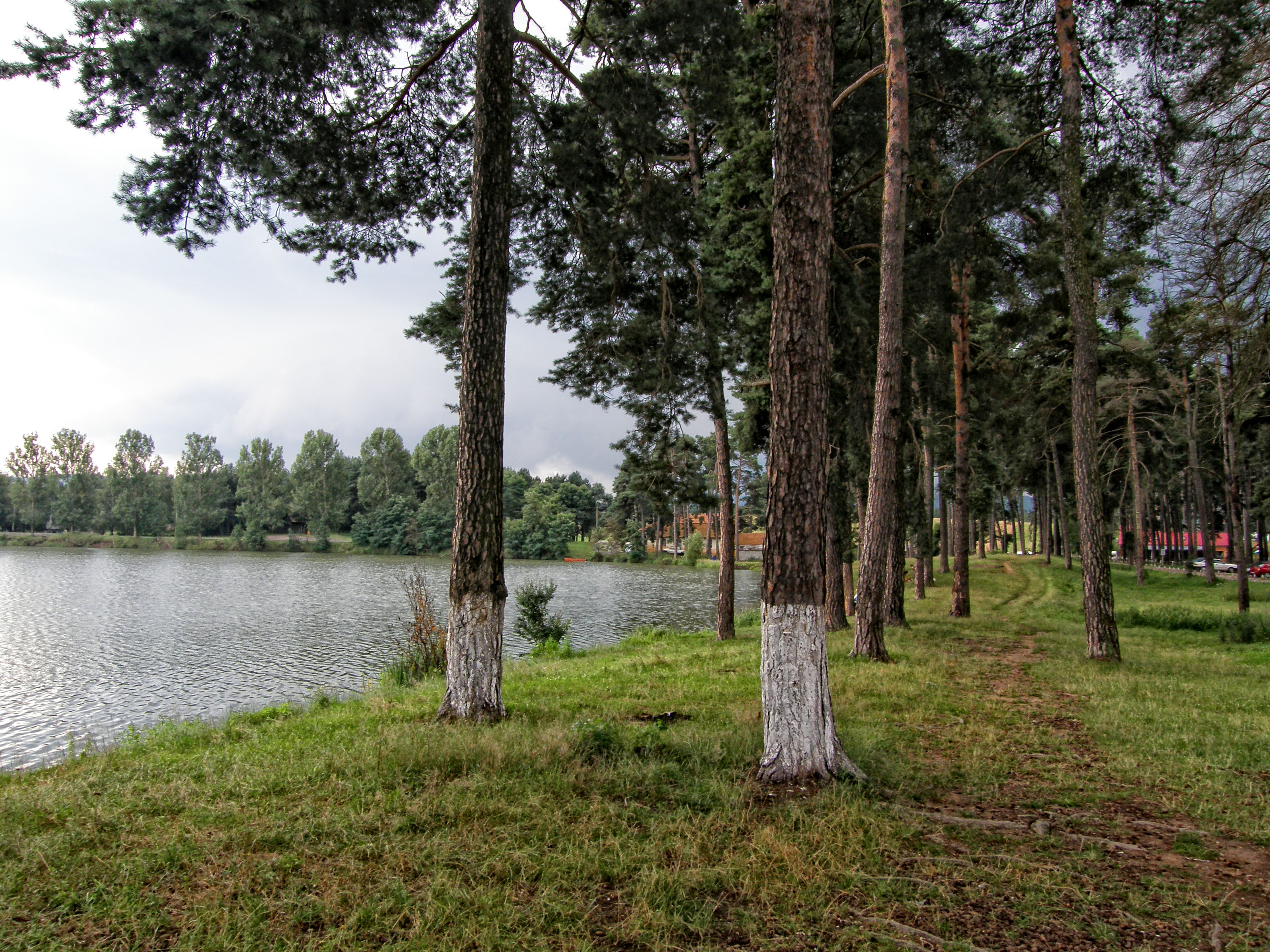
Lacul Reci
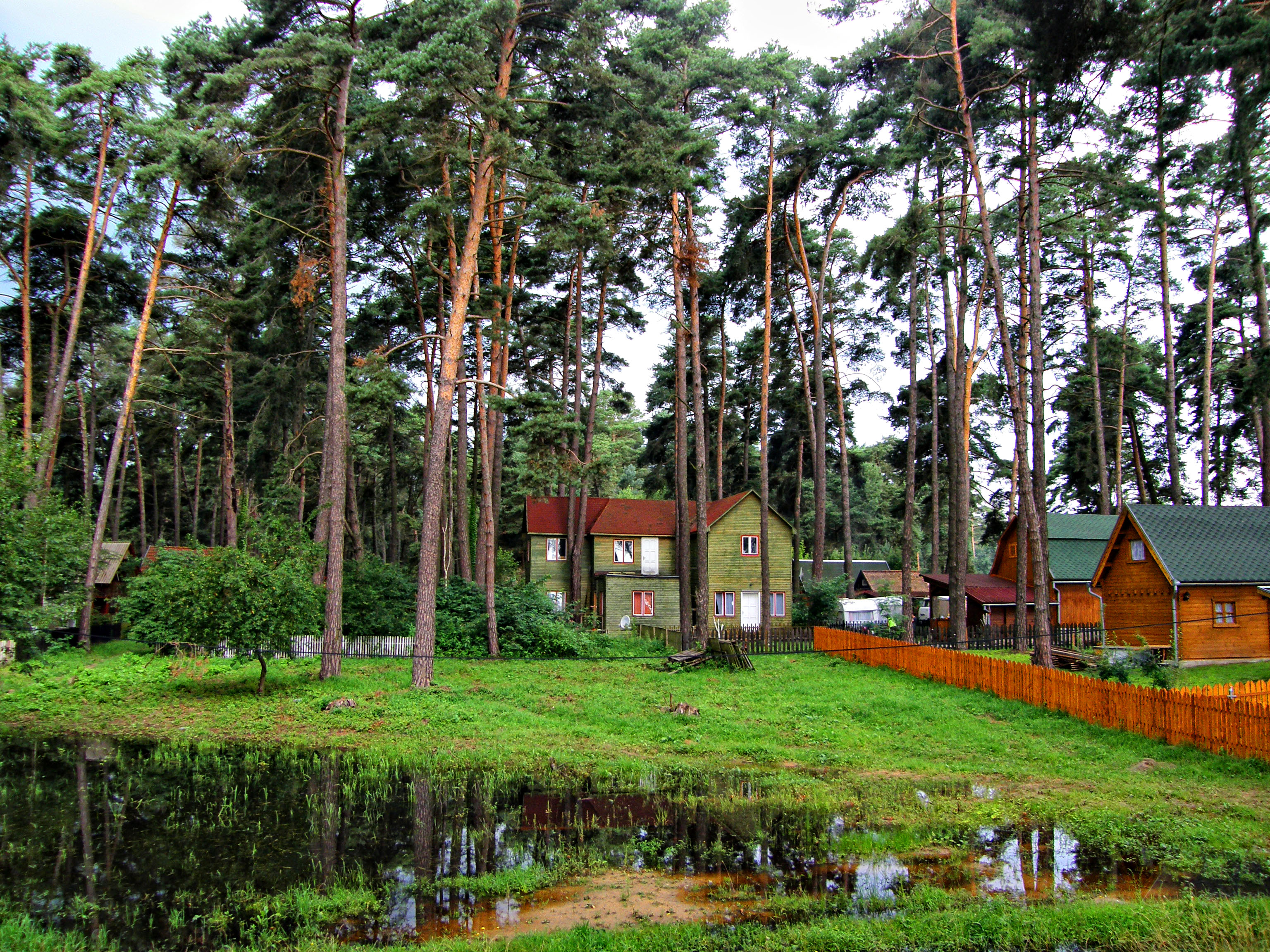
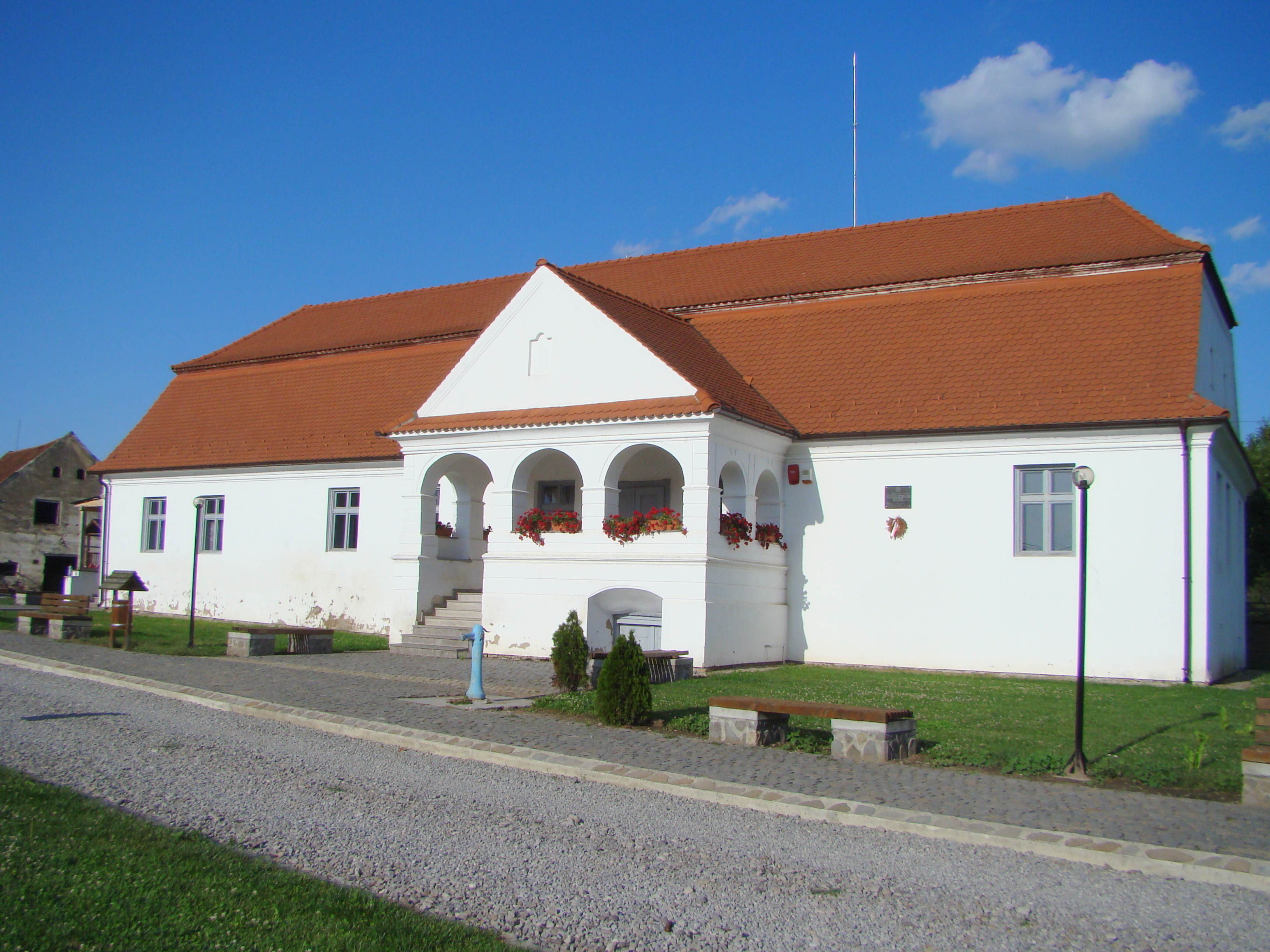
Conacul Antos (monument istoric)
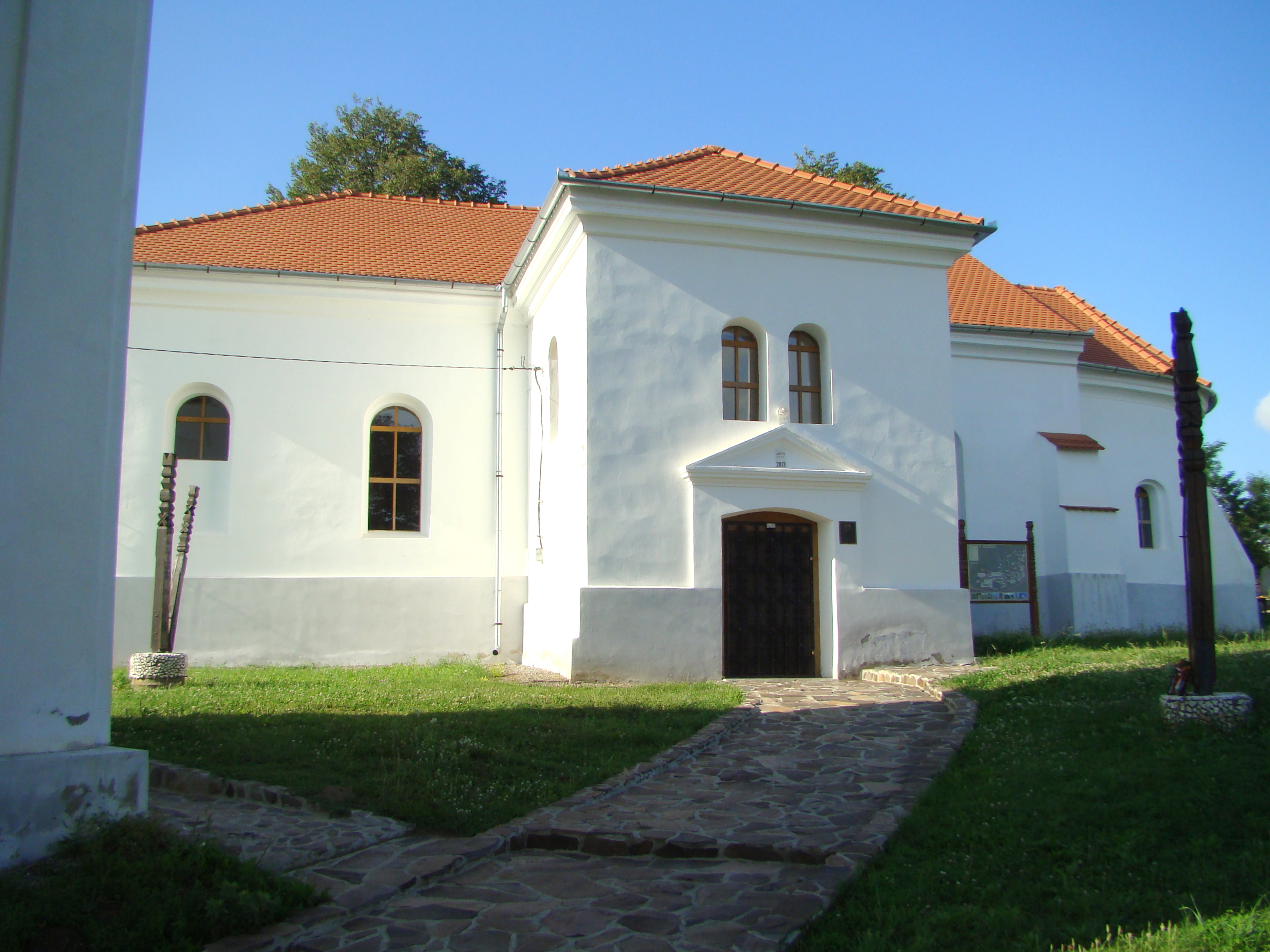
Biserica reformată din Reci (monument istoric)
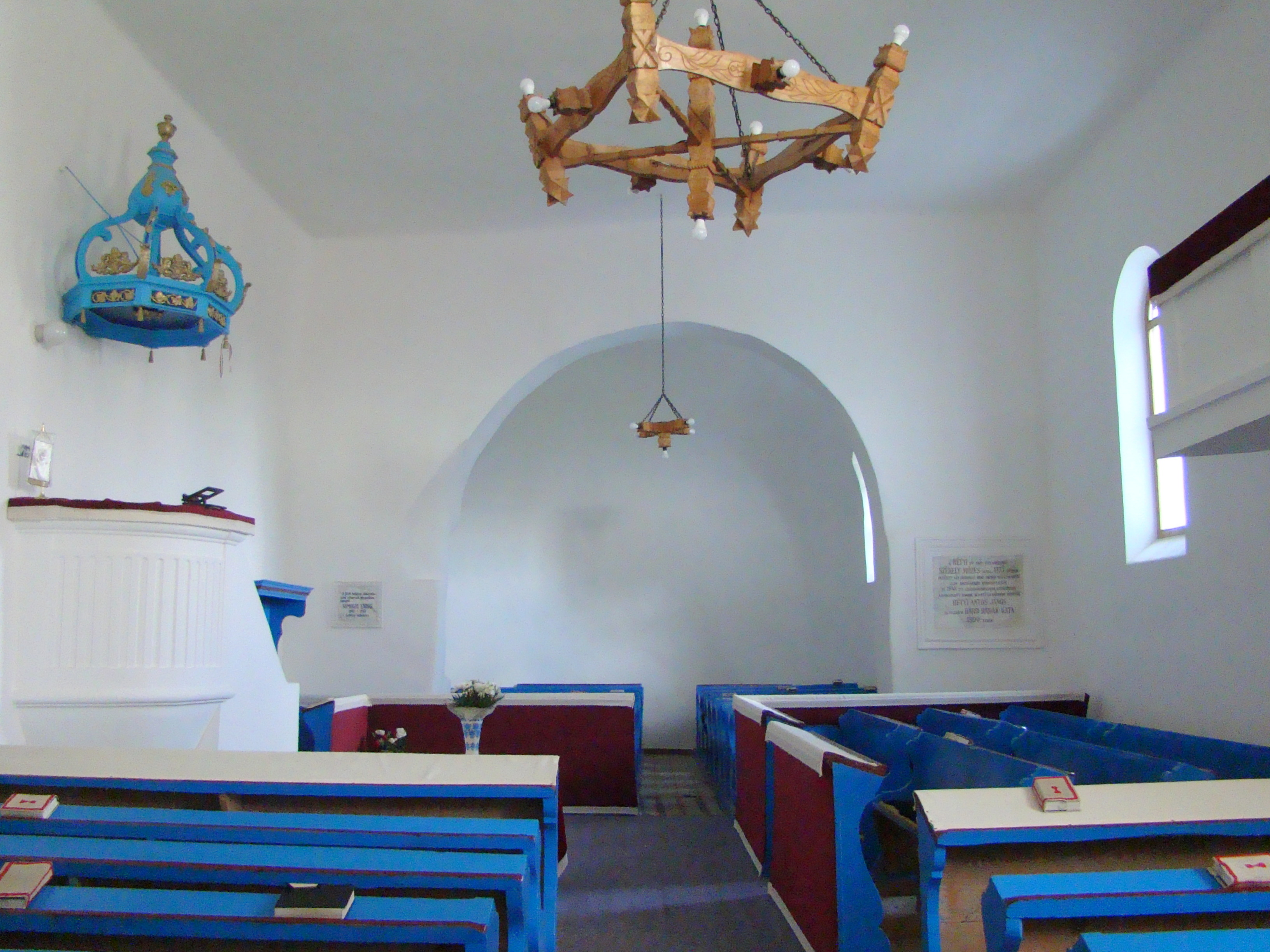
Biserica reformată din Reci (monument istoric)
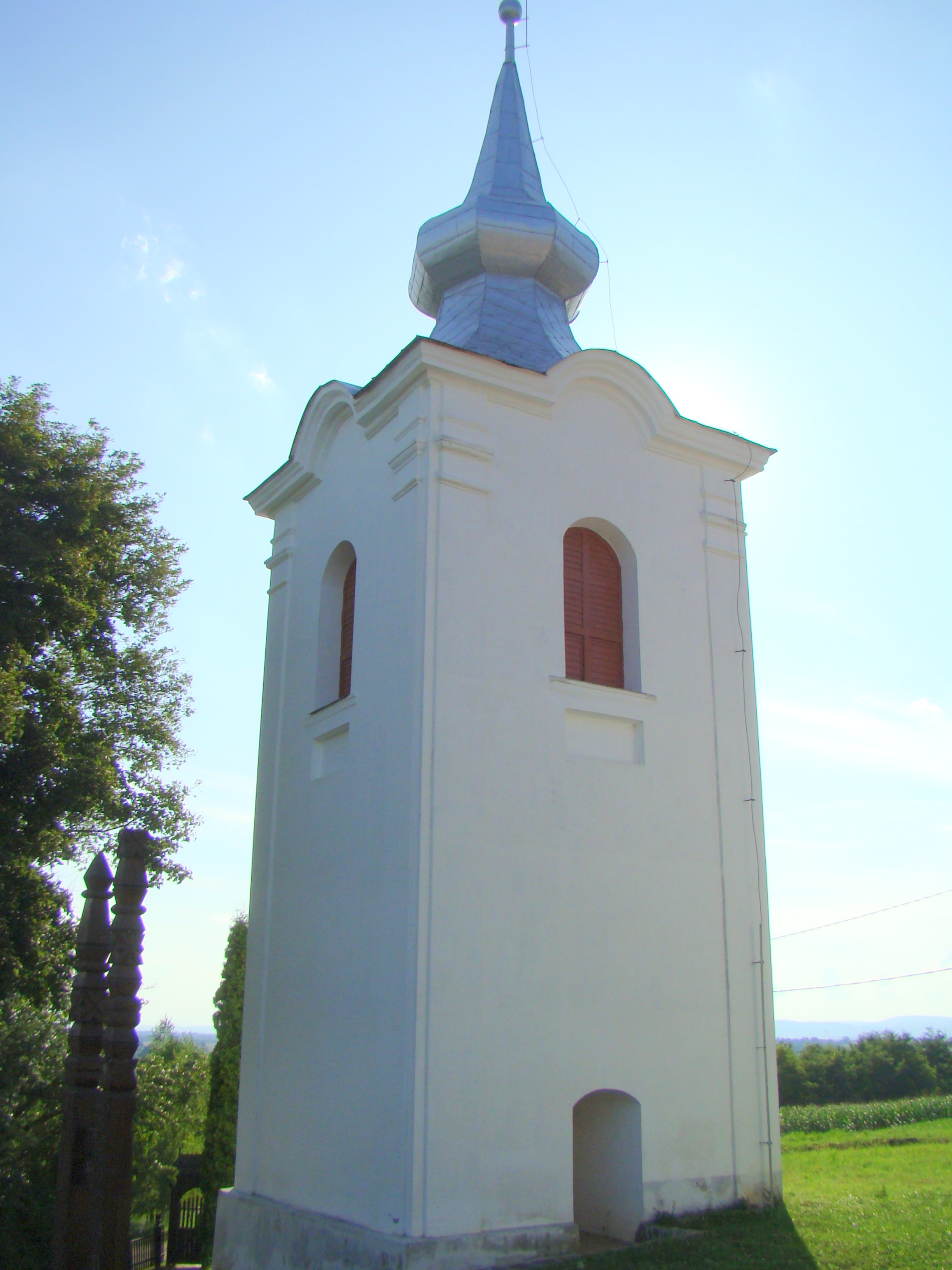
Turnul-clopotniță
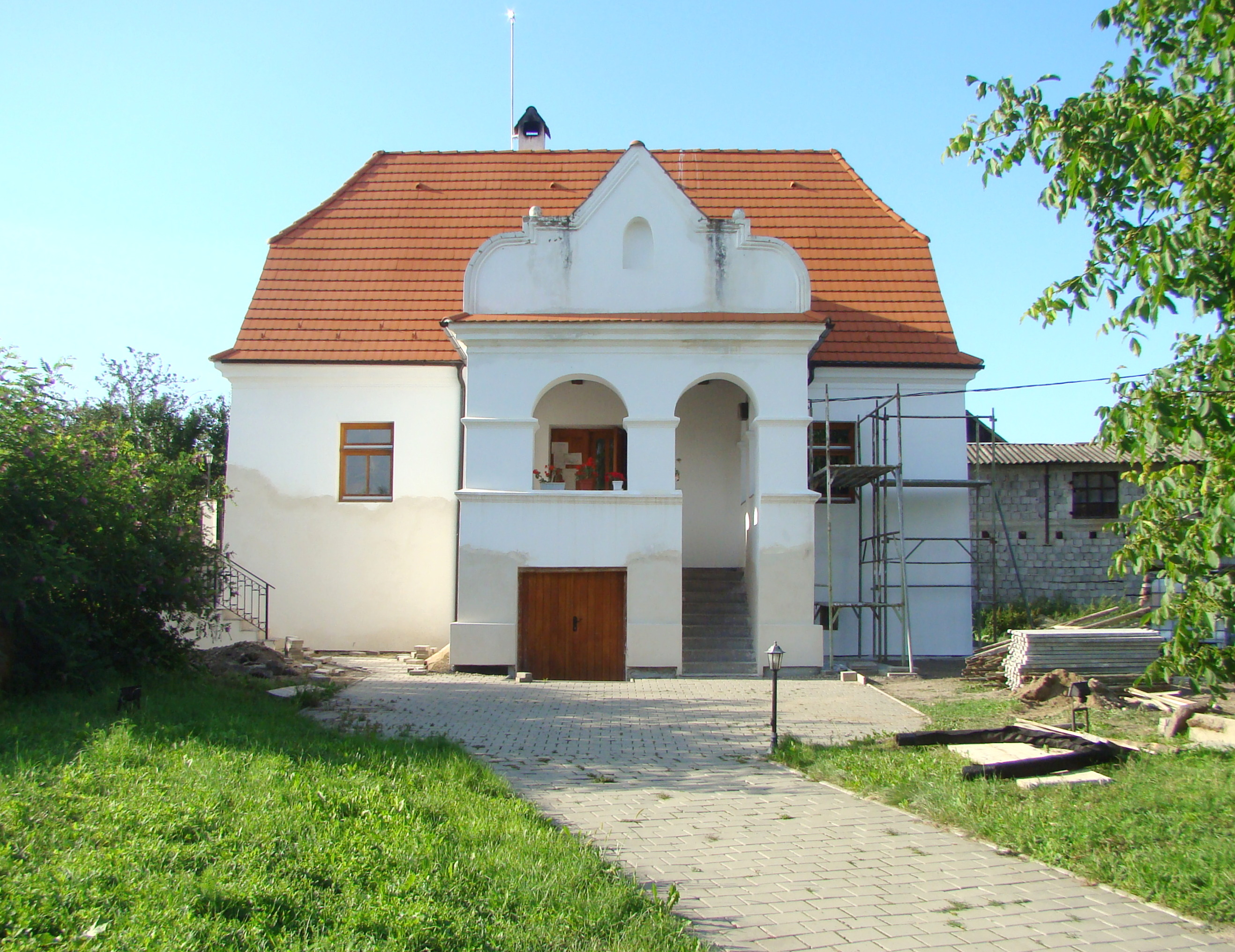
Casa Salamon (monument istoric)
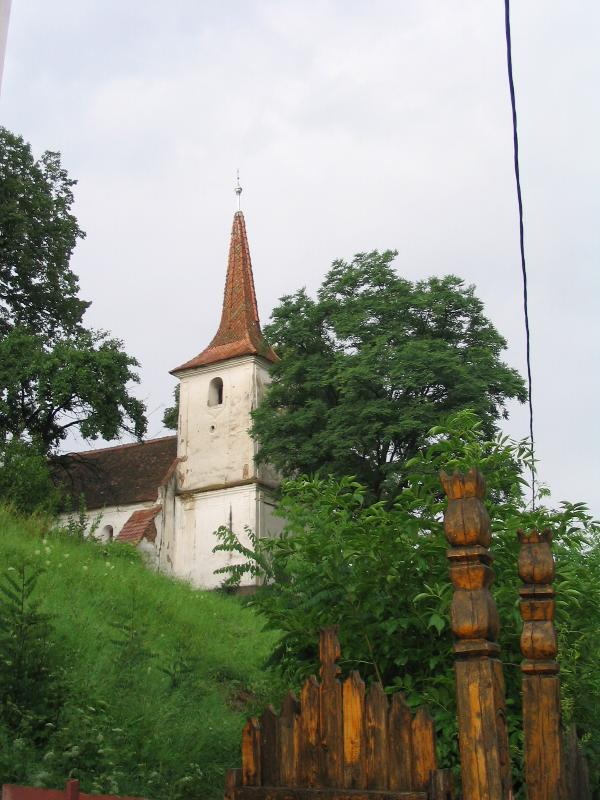
Biserica reformată din Saciova (monument istoric)